# Roos Rebergen - Weet ik niet zo goed...
Roos Rebergen - "Weet ik niet zo goed" is een korte documentaire geregisseerd door Bas Berkhout. De film ging op 2 januari 2009 in première bij de regionale zender Omroep Gelderland en werd later vertoond op het Go Short International Short Film Festival Nijmegen waar hij de publieksprijs won. De film laat zien hoe Roos Rebergen, zangeres van de band Roosbeef, noodgedwongen haar ouderlijk huis moet verlaten en daarmee afscheid neemt van haar jeugd. Ook op het Film Front Festival 2009 viel de film in de prijzen en won 'het bronzen ei' in de categorie documentaire. Tijdens de Openingsavond van het 29e Nederlands Film Festival won film de Filmprijs van de Stad Utrecht 2009.